# Köhnəqala
Köhnəqala è un comune dell'Azerbaigian situato nel distretto di Tovuz. Conta una popolazione di 1 589 abitanti.